# Can Canals (Bigues)
Can Canals, antigament Can Comes, és una masia de Vallroja i el Pla, al municipi de Bigues i Riells (Vallès Oriental), catalogada com a bé cultural d'interès local.

## Situació
És al sector nord-est del terme municipal, al vessant sud-oest del Puiggraciós, a l'esquerra del torrent de Can Canals, a la part mitjana del seu curs. És a ponent de Can Xesc i del Serrat de l'Ametlla, al sud-est del Serrat de Can Quintanes, al nord-oest del Collet de Can Canals i al nord-est de Can Torroella. Al seu nord-est queda el bosc de la Boixera i el paratge de la Guixera, al sud-oest del Bosc de Can Torroella i al sud-est, el Bosc de Can Canals.

## Descripció
Masia d'estructura clàssica de tres crugies paral·leles, planta baixa, pis i golfes (solament a la crugia central), amb teulada a doble vessant i carener perpendicular a la façana. Té un portal adovellat, i a la clau de l'arc de mig punt hi ha la data 1639. En una de les finestres hi ha la data del 1667. Aquestes es distribueixen simètricament a la façana, i estan emmarcades per carreus de pedra sorrenca treballada. El revestiment actual és emblanquinat i pintat. A la façana principal hi ha un rellotge de sol.

## Història
És l'antiga casa Comes, de la que parla l'acta de consagració de l'església parroquial de Bigues de l'any 1156. En el fogatge de 1553 apareix Antoni Canals, i el 1579 Jerònima Camp i Canals va contreure matrimoni amb Benet Prat-Ferrer. La família Canals en va ser la propietària fins als anys 1930.